# Hashim Thaçi
Hashim Thaçi (* 24. května 1968) je kosovskoalbánský politik, v letech 2016–2020 prezident Kosovské republiky. Mezi roky 2008–2014 byl premiérem Kosova, jakožto první osoba v úřadu po vyhlášení nezávislosti země 17. února 2008. V letech 1999 až 2016 byl členem Demokratické strany Kosova.
Během Kosovské války v letech 1998 až 1999 byl velitelem organizace Kosovská osvobozenecká armáda (UÇK). V roce 2020 byl Zvláštním tribunálem pro zločiny v Kosovu v Haagu obviněn z terorismu a ze zodpovědnosti za páchání válečných zločinů, proto se v listopadu 2020 vzdal funkce kosovského prezidenta.

## Život
Hashim Thaçi studoval filozofii a historii na univerzitě v Prištině. Po studiích emigroval do Švýcarska, kde se seznámil s představiteli albánské komunity. Byl jedním ze zakladatelů albánského hnutí odporu, napojeného na albánskou mafii. Jeho ideologie navazovala na albánský nacionalismus a ideu Velké Albánie. V roce 1991 se Thaci stal vůdčím studentským aktivistou Nezávislé studentské asociace a otevřeným zastáncem marxisticko-leninské organizace „Národní kosovské hnutí“. V letech 1992 a 1993 dokončil společně se skupinou Adema Jashariho tajný vojenský výcvik v severní Albánii, při kterém se připravoval na ozbrojené zásahy v Kosovu a Metochii. V roce 1993 opustil Thaci Švýcarsko a odjel do Albánie. Stal se členem vnitřního vedení UÇK, zodpovědným za financování, školení a vyzbrojování. V Albánii organizoval výcvik UÇK, s jeho bojovníky poté přešel do Kosova.
Thaçi je podezírán z účasti na teroristických akcích uskutečněných v květnu roku 1993 v blízkosti města Glovac, kde údajně společně s dalšími čtyřmi spolupachateli přepadl a zabil dva a těžce zranil pět dalších členů policejní hlídky, která se skládala ze Srbů a Albánců. Druhá teroristická akce připisovaná Thaciho skupině byla provedena na silnici vedoucí z města Mitrovica směr Pec, kde byl jeden policejní důstojník zabit a druhý byl ze zálohy zraněn. Roku 1997 byl v Srbsku odsouzen na 10 let vězení. V březnu se stal Hashim Thaçi politickým velitelem Kosovské osvobozenecké armády, kde dostal přezdívku Gjarpëri („Had“). V roce 1998 zahájil tajná jednání s americkými vyjednavači, v kontaktu byl s tehdejší ministryní zahraniční věcí USA Madeleine Albrightovou. Díky těmto kontaktům si vysloužil označení „miláček Albrightové“. V roce 1999 se účastnil vyjednávání v Rambouillet jako představitel kosovské delegace.
Pod jeho velením údajně docházelo k páchání válečných zločinů, proto na něj byla podána žaloba a vydán zatykač Interpolu. Thaçi je spojován s vytvořením tábora Lapusnik, kde zahynulo mnoho Srbů a Albánců, dále je podezříván ze zapojení do vraždy Ahmeta Krasniciho, který býval ministrem obrany vlády Ibrahima Rugovy v „Kosovské republice“. Autor Chris Hedges ve svém článku v New York Times z 25. června 1999, který nesl název Kosovští rebelové podezřelí ze vzájemné likvidace, napsal, že Thaci zorganizoval likvidaci svých politických a vojenských soupeřů. Ministerstvo spravedlnosti Srbské republiky postoupilo Mezinárodnímu soudnímu dvoru pro bývalou Jugoslávii obsáhlou sbírku důkazů a místopřísežné prohlášení týkající se zločinů spáchaných na příkaz nebo s vědomím Thaciho. Byl sice zatčen, ale zanedlouho propuštěn. Díky svým kontaktům a laxnosti mezinárodního společenství v potírání válečných zločinů spáchaných kosovskými Albánci se Thaci před mezinárodní soud v Haagu nedostal. V roce 2008 byl obviněn bývalou žalobkyní Mezinárodního tribunálu v Haagu pro zločiny spáchané v bývalé Jugoslávii Carlou del Ponte, že v roce 1999 osobně organizoval únos až tří stovek kosovských Srbů, kteří byli převezeni do Albánie a tam jim byly lékaři odebírány tělesné orgány, které pak byly prodávány zájemcům v Evropě. Srbské oběti pak byly zavražděny a pohřbeny.
Jako představitel Demokratické strany Kosova (PDK) se Hashim Thaçi v listopadových volbách roku 2007 stal premiérem kosovsko-albánského státu, předchůdce Republiky Kosovo, vyhlášené 17. února 2008.
Dne 5. listopadu 2020 rezignoval na funkci prezidenta Kosovské republiky kvůli obvinění z válečných zločinů. Spolu se dvěma dalšími kosovskými Albánci je trestně stíhán Zvláštním tribunálem pro zločiny v Kosovu (Kosovo Specialist Chambers & Specialist Prosecutor's Office), který funguje od ledna 2017 v nizozemském Haagu pod předsednictvím bulharské soudkyně Ekateriny Trendafilové, formálně jako součást kosovarského soudnictví.